# فلاديمير شاتالوف
فلاديمير شاتالوف (الروسية: Владимир Александрович Шаталов ؛ 8 ديسمبر 1927 - 15 يونيو 2021) هو طيار، ورائد فضاء، وكاتب، وعسكري من روسيا. ولد في بتروبافل.

## ريادة الفضاء
شارك في المهمات الفضائية:
- Soyuz 4
- Soyuz 8
- Soyuz 10.

## التعليم
تعلم في Gagarin Air Force Academy

## جوائز
حصل على جوائز منها:
- جائزة الدولة السوفيتية
- طيار رائد فضاء لاتحاد الجمهوريات الاشتراكية السوفيتية
- وسام تطوير الأراضي البكر
- وسام «تقوية الأخوة في السلاح»
- وسام «للدفاع عن لينينغراد»
- وسام الصداقة
- وسام اليوبيل «50 عاما من الانتصار في الحرب الوطنية العظمى 1941-1945»
- ميدالية اليوبيل «60 سنوات من النصر في الحرب الوطنية العظمى 1941-1945»
- Jubilee Medal "65 Years of Victory in the Great Patriotic War 1941-1945"
- وسام «تخليدا للذكرى 850 السنوية لموسكو».
- Medal "For Distinction in Guarding the State Border of the USSR"
- وسام خدمة الوطن في القوات المسلحة للاتحاد السوفيتي من الدرجة الثالثة
- بطل الاتحاد السوفيتي
- وسام لينين
- وسام جدارة المعركة
- وسام ثورة أكتوبر
- Medal "In Commemoration of the 300th Anniversary of Saint Petersburg"
- Order of Karl Marx
- Order For Services to the Fatherland 4th degree
- Medal "Veteran of the Armed Forces of the USSR".